# Philipp von der Malsburg
Philipp Ludwig Wilhelm von der Malsburg (* 15. Dezember 1745 auf Schloss Escheberg; † 31. Mai 1796) war ein Hessen-kasselscher Offizier. Er kämpfte auf Seiten der Briten im Amerikanischen Unabhängigkeitskrieg.

## Leben

### Herkunft und Familie
Philipp von der Malsburg entstammte dem niederhessischen Uradelsgeschlecht von der Malsburg, aus dem namhafte Persönlichkeiten hervorgegangen sind. Er war ein Sohn des hessischen Generalleutnants August Carl von der Malsburg (1705–1766) und dessen Ehefrau Luise geb. von Nölting, Tochter des Hofgerichtsrats Heinrich Bernhard von Nölting und der Hedwig geb. Kleinschmidt und wuchs zusammen mit seinen Geschwistern Carl Otto Johann (1742–1821, Staatsrat und Gesandter), Friedrich Wilhelm Anton (* 29. Januar 1745, Stabskapitän), Henriette Charlotte Christiane (1748–1767, ⚭ 31. Dezember 1766 Georg Ernst von und zu Gilsa) und Christian Carl (* 1756) auf.

### Leben

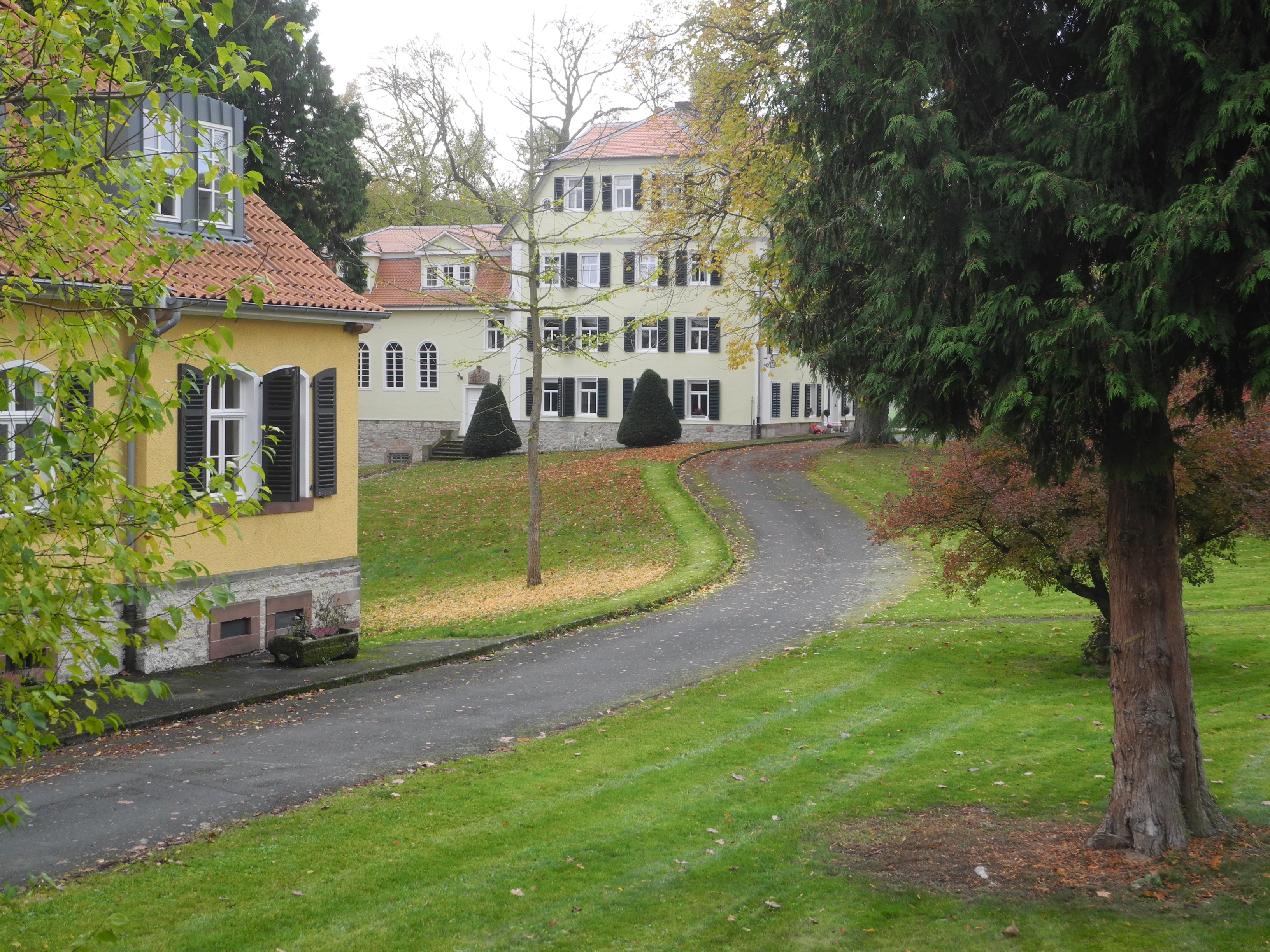
Schloss Escheberg, im Besitz der Söhne des August Carl von der Malsburg

Philipp trat spätestens 1765 als Fähnrich in das nach seinem Vater benannte Infanterie-Regiment von der Malsburg in der Hessen-kasselschen Armee ein. 1772 wechselte er als Seconde-Lieutenant in das Füsilier-Regiment von Ditfurth, benannt nach Generalleutnant Wilhelm Maximilian August von Ditfurth. Mit diesem Füsilier-Regiment von Ditfurth – (No. 10) verließ er per Schiff am 17. April 1776 Bremen-Bremerlehe und erreichte im August 1776 in Staten Island, New York. Das Regiment unter dem Befehl von General Philipp von Heister, mit von der Malsburg als Chef der 5. Kompanie, siegte 1776 in der Schlacht von White Plains gegen amerikanischen Truppen unter dem Befehl von George Washington.
Das Schloss Escheberg gehörte ihm gemeinsam mit seinen Gebrüdern Carl Otto, Friedrich Wilhelm und Christian Karl.